# 前田亘輝
前田亘輝（1965年4月23日—），日本男音樂家、作詞家、作曲家、音樂監製。神奈川縣厚木市出身。擔任由於夏天的流行的歌曲多事有名的搖滾樂隊「夏之管（TUBE）」的主唱。

## 人物
- 在靜岡縣熱海市度過到小學途中為止的一個時期之後，向厚木市移住。在前田的出生地沒有寫明「熱海」的東西,不過，1986年在FM東京的「Lo-D 實況錄音音樂會」上(裡)演出的時候，前田自己發言著「小學是熱海」的。

- 從高中時代開始往來being的事務所，與美術家等建立關係。神奈川縣立座間高級中學三年的時，向學校提交休學報告，真正地在being的事務所為音樂關係的工作變得作。工作成為繁忙，做高中中退。

- 愛好是高爾夫球。想真正地高爾夫球,不過有為了停止了吉他這樣的逸話的那樣。用音樂站 講話與「在打高爾夫球的話吉他變得不裂開喲，因此停止了吉他」發言，被主持的森田一義與「要是音樂家普通是逆ro」追究的[3]。每年1月在夏威夷被進行的「索尼開放」，參加著專業亞麻。為還有，其他的藝人慈善事業高爾夫球也參戰。據說TUBE的音樂會實況錄音旅行中也隨身攜帶高爾夫包，繞著移動日等地方的路線也轉著。

- 不使之露出身姿的銷售方法的美術家是多的being系的歌手,不過，初次亮相以來，頻繁地演出電視在演藝圈的交友關係寬廣。由於再一次自己的「體育迷」是吧從事在體育界的交友關係也寬廣事被知道。在演藝圈，織田哲郎，松山千春，ASKA，織田裕二，森田一義，和田明子，諸星和己等上,不過作為，從初次亮相當初開始個人的關係好被知道是THE ALFEE的坂崎幸之助，彼此在擔任的廣播節目作為朋友互相客人參加的回數非常多。被坂崎「亘輝」的名字也許因為是不是難讀，稱呼為「kakiteru」。可是前田本人在寄(移)的評語中灑著為「THE ALFEE BOOK」(索尼·magajinzu·刊)「異怪地因為被看作請已經停止(笑)」。還有，ASKA在音樂站共同演出時評價著「前田是如果交往好引起必定出來狗那樣的東西」和交往的好處。在體育界Ramos?偉，丸山茂樹，橫尾要，宮本和知，井上康生，武田修宏，古田敦也等上。

- 近幾年給其他美術家的詞曲子提供也多。NO PLAN，宮本和知，ryu·shiwon等。還有，與TUBE的春畑道哉一起用PIPELINE PROJECT名義在切，V6等上(裡)樂曲提供著給菅野美穗，MAX，椎名。這個情況，信用被標明「PIPELINE PROJECT」，個人名義不被寫明。

- 是在意外的地方，英國的重金屬·樂隊「鐵架·meiden」的愛好者。

- 吸煙者。那個是不是原因，近幾年喉嚨的不順利和息肉找到過。

- 據說喜歡漫畫，本人曰週刊少年跳躍從7歲的時候開始一次也不缺，由於工作在也海外每週空運讀著。從這個事，想唱『NARUTO -Naruto-』的電影主題歌的了這樣的事。另一方面不讀其他的漫畫雜誌的事也公開說著。

- 水上摩托車是愛好，2007年7月5日的朝日新聞，在那個水上摩托車上(裡)纏的小故事被介紹了。其中他據談，據說由於第一次乘坐了的是水上摩托車夏威夷，以來10年以上發現時間在千葉縣和伊東市的海享受。

## 略歴
- 1984年自高中時代來往在(到)being的事務所和本地厚木市的atsugi·direkutazu·公司(ADC)等建立與音樂關係的事務所的關係。being事務所關係有業餘愛好者時代，濱田麻裡的音樂會警備，LOUDNESS的低D的經驗。
- 1984年從being社長長戶大幸那兒聽說being主辦的絲綢之路音樂節被召開，決心[4]參加。並且經過絲綢之路音樂節，以是從以前開始的朋友的角野秀行，松本玲二和，在音樂節相識的春畑道哉的4人組成業餘樂團「夏之管」。

### 1985年
- 1985年「管道」是改名「The TUBE」。
- 6月1日，作為「The TUBE」的Vocal初次亮相。

### 1987年
- 1987年2月26日- 相冊「LOOSE」作為單獨表演初次亮相。

### 1988年
- 1988年第一次擔當單人曲子的作詞，8th單人「Remember Me」。

### 1990年
- 發佈1990年11月21日-首次的單獨表演單人「D·A·M·E」。
- 12月- 實況錄音旅行「LIVE AROUND CHANGE OF PACE」（北海道·大阪·東京）。

### 1991年
- 1991年1月- 實況錄音旅行「LIVE AROUND CHANGE OF PACE」（仙台·福岡·名古屋·東京）。

### 1997年
- 1997年用電波少年的企劃經驗攔車旅行。這個主題曲子6th單人「只你Tomorrow」。
- 9月-女演員飯島直子和結婚。
- 實況錄音旅行「LIVE AROUND '97 NOBODY CAN PRESS MY SOUL」（大阪·橫濱·名古屋，3處6公演）。

### 2000年
- 變成2000年5月-自己首次的All Night Nippon(當時，@llnightnippon.擔任com時代)的personality(單發)的

### 2001年
- 2001年4月-飯島直子和離婚。
- 12月- 為檀香山馬拉松出場。

### 2002年
- 2002年在朝日電視作為鹽城湖城市奧林匹克運動會主持人活躍。

### 2008年
- 根據2008年7月12日·13日-喉嚨的不順利，在TUBE的名古屋世紀大廳的實況錄音成為依次延期。
- 7月29日- 用足球北京奧運會行比賽「日本VS阿根廷戰」國歌齊聲高呼。
- 麒麟啤酒的新種類酒精飲料「順暢」的CM用NOB SUMMER名義做拼圖的「天空·高」cover。

## 音樂作品

### 單曲
|     | 標題 | 上市日期       | 收錄歌曲                                 |
| --- | --- | -------------- | ---------------------------------------- |
| 1st | D・A・M・E | 1990年11月21日 | 01. D・A・M・E - JTSome TimeLIGHT CM歌。 |
| 2nd | Marry Christmas To You                                                                                          | 1991年12月1日  | 01. Merry Christmas To You               |
| 3rd | Christmas For You - 朝日電視系「大空港`92」挿入歌。                                                             | 1992年11月1日  | 01. Christmas For You                    |
| 4rd | Try Boy,Try Girl - 「日本電視」、日本也是1993年「世界杯格蘭屏」的主題曲，成為一個很大的打擊CD銷量超過一百萬份。 | 1993年11月10日 | 01. Try Boy,Try Girl                     |
| 5rd | 我旁邊(そばにいるよ) - 有音樂與愛情的主題，這是他的命中歌曲的第二個工作。                                       | 1993年12月12日 | 01. そばにいるよ                         |
| 6rd | 只有你明天(君だけのTomorrow) - 音樂是出生在日本的「男孩」的廣播節目規劃。                                       | 1997年9月18日  | 01. 君だけのTomorrow                     |
| 7rd | Always | 2002年1月30日  | 01. Always                               |
| 8rd | 愛之歌（恋ノウタ）                                                                                              | 2007年5月9日   | 01.愛之歌                                |